# Nobuyuki Abe (futbolista)
Nobuyuki Abe (阿部 伸行 Abe Nobuyuki?, nacido el 27 de abril de 1984 en Tokio) es un futbolista japonés que se desempeña como guardameta.

## Trayectoria

### Clubes
| Club                | País  | Año         |
| ------------------- | ----- | ----------- |
| FC Tokyo            | Japón | 2007 - 2010 |
| Shonan Bellmare     | Japón | 2011 - 2014 |
| Giravanz Kitakyushu | Japón | 2015 - 2016 |
| AC Nagano Parceiro  | Japón | 2017 -      |

## Estadística de carrera

### J. League
| Club                | Año   | J. League | J. League | Copa J. League | Copa J. League | Total | Total |
| Club                | Año   | Part.     | Goles     | Part.          | Goles          | Part. | Goles |
| ------------------- | ----- | --------- | --------- | -------------- | -------------- | ----- | ----- |
| FC Tokyo            | 2007  | 0         | 0         | 0              | 0              | 0     | 0     |
| FC Tokyo            | 2008  | 0         | 0         | 0              | 0              | 0     | 0     |
| FC Tokyo            | 2009  | 0         | 0         | 0              | 0              | 0     | 0     |
| FC Tokyo            | 2010  | 0         | 0         | 0              | 0              | 0     | 0     |
| Shonan Bellmare     | 2011  | 0         | 0         | -              | -              | 0     | 0     |
| Shonan Bellmare     | 2012  | 37        | 0         | -              | -              | 37    | 0     |
| Shonan Bellmare     | 2013  | 13        | 0         | 2              | 0              | 15    | 0     |
| Shonan Bellmare     | 2014  | 0         | 0         | -              | -              | 0     | 0     |
| Giravanz Kitakyushu | 2015  | 24        | 0         | -              | -              | 24    | 0     |
| Giravanz Kitakyushu | 2016  | 24        | 0         | -              | -              | 24    | 0     |
| AC Nagano Parceiro  | 2017  | 30        | 0         | -              | -              | 30    | 0     |
| Total               | Total | 128       | 0         | 2              | 0              | 130   | 0     |